# 甲佐神社
甲佐神社（こうさじんじゃ）は、熊本県上益城郡甲佐町に鎮座する神社である。肥後国二宮で、旧社格は郷社。

## 概略
阿蘇神社（阿蘇市）、郡浦神社（こうのうらじんじゃ、宇城市）、健軍神社（けんぐんじんじゃ、熊本市東区）、と共に阿蘇四社と称せられる。肥後南方の守護神。
もともと鏑崎宮（かぶらざきぐう）と称したが、神功皇后凱旋ののち、甲冑を納められたので甲佐宮と改めたと言われる。甲佐三宮大明神とも称するのは、一殿に甲佐、二殿に阿蘇、三殿に郡浦の三神を祀るためである。鎌倉時代の武士・竹崎季長が 『蒙古襲来絵詞』を奉納した。

## 祭神
健磐龍命（タケイワタツノミコト）の御子、八井耳玉命（ヤイミミタマノミコト、甲佐明神）を主祭神とし、健磐龍命、蒲池比咩命（カマチヒメノミコト）、神倭磐余彦命（カムヤマトイワレヒコノミコト）、媛蹈鞴五十鈴媛命（ヒメタタライスズヒメノミコト）を配祀する。
なお、八井耳玉命（ヤイミミタマノミコト、甲佐明神）は、阿蘇神社の主祭神健磐龍命の子で速瓶玉命の異母弟であると神系図では位置づけられているが、他に神武天皇の第二皇子神八井耳命の異母弟説、神八井耳玉命が阿蘇家の祖惟人命説、など様々な説がある。